# Нодар Габунія
Нодар Калістратович Габунія (груз. ნოდარ კალისტრატეს ძე გაბუნია; 9 липня 1933, Тифліс, нині Тбілісі — 31 серпня 2000, Амстердам) — радянський і грузинський композитор і піаніст. Заслужений діяч мистецтв Грузинської РСР (1967). Народний артист Грузинської РСР (1982).

## Біографія
Народився Нодар 1933 року в Тифлісі в родині геолога і декана гірничого факультету Калістрата Габунія. Його старший брат — Леонід.
Дитинство у братів Габунія було дуже важким, бо в 1937 році їх батько важко захворів і передчасно помер. Після смерті батька виховання Нодара Габунія лягло на Леоніда.
Навчався в Тбіліській консерваторії, в 1954 році переїхав до Москви, де закінчив Московську консерваторію відразу за двома класами: фортепіано під керівництвом Гольденвейзера в 1957 році і класичної композиції під керівництвом Хачатуряна в 1962 році. Після завершення отримання освіти повернувся до Тбілісі, де одразу ж став викладати в Державній консерваторії Тбілісі; в 1965 році очолив кафедру фортепіано, В 1968 році став доцентом, у 1976 році отримав вчене звання професора, а в 1984 році був призначений ректором консерваторії, займаючи цю посаду до кінця життя.
У 1973—1979 рр. був секретарем Спілки композиторів Грузинської РСР, а з 1996 по 1997 рік — головою Спілки композиторів Грузії. У 1986 році отримав Державну премію Грузинської РСР. Деякий час був запрошеним лектором в Королівській консерваторії Гааги, часто виступав з концертами, як в СРСР, так і в зарубіжних країнах, як піаніст, в тому числі зі своїми власними творами. Помер в Амстердамі, але був похований у Тбілісі.
В 1960-е роки його репертуар включав в себе твори Стравінського, Прокоф'єва і в особливості Бели Бартока, багато зробивши для популяризації творчості останнього в СРСР. У 1964 році створив сатиричний твір «Казка» (за мотивами байки Орбеліані) для читця, трьох чоловічих голосів і семи інструментів з нетиповими для грузинської музики виразними засобами, який в 1973 році отримав премію на Міжнародному музичному фестивалі ЮНЕСКО. На думку критиків, у цьому творі гостро дисонуючий політичний зміст, мотивне варіювання, поліритмія і поліметрія з'єднані з модельністю і поліфонією, які більш типові для західногрузинської музики. Більш пізні твори Габунії були вже значно простішими за мовою.
Творча спадщина композитора включає в себе музичні композиції (камерна і вокальна музика), симфонії, інструментальні концерти, в тому числі три фортепіанних, квартети, сонати для фортепіано; був автором музики до ряду фільмів, мюзиклів і вистав. Одним з найвідоміших його творів є 2-й струнний квартет (1982).
Габунія — перший виконавець партії фортепіано в віжомому Фортепіанному квартеті Альфреда Шнітке (вересень 1976, спільно з Грузинським струнним квартетом).

## Фільмографія
Створив музику для 20 фільмів і мультфільмів:
- «Благання» (1967)
- «Клоун і дим» (1968, короткометражний)
- «Піросмані» (1969)
- «Віслючок Лурджа» (1970, мультфільм)
- «Намисто для моєї коханої» (1971)
- «Давним-давно» (1971, кіноальманах). «Сусіди»/მეზობლები/Mezoblebi (1971)
- «Саджанці» (1972)
- «Дерево» (1973, мультфільм)
- «Як доброго молодця одружили» (1974)
- «Переполох» (1975, фільм)
- «Ожилі легенди» (1976)
- «Повість про абхазького хлопця» (1977)
- «Ювілей солов'я» (1978, мультфільм)
- «Весна проходить» (1983)
- «Великий похід за нареченою» (1984)
- «Червоний патефон» (1995) та ін.